# Драгана Мићаловић
Драгана Мићаловић (Лесковац, 3. март 1991) српска је филмска, позоришна и телевизијска глумица.

## Биографија
Драгана Мићаловић је рођена 1991. у Лесковцу. Ћерка је српског глумца Драгана Мићаловића и Милице  Мићаловић, која је по занимању фризерка. Има две старије сестре — Мирјану и Слободу, која је такође глумица. Као мала певала је у хору и с оцем одлазила у позориште.
Завршила је средњу музичку школу „Станислав Бинички” у Лесковцу. Од инструмената свира клавир. С 15 година се преселила у Београд. Иако није успела да се упише на Факултет драмских уметности, наставила је своју глумачку каријеру. Уместо глуме завршила је Факултет за културу и медије 2015. године. Године 2019. уписала се у прву годину студија на приватном Факултету савремених уметности у класи професора Хаџи Ненада Маричића. Тренутно живи и ради у Београду.

## Каријера
Мићаловићева се први пут појавила у тинејџерској серији Приђи ближе, у којој је тумачила лик Јелене (Јеце). Играла је у серији Непобедиво срце, рађеној по мотивима истоименог романа Мир-Јам. Ту је тумачила лик Анђе, гимназијалке која је заљубљена у Сташу (Љубомир Булајић), њеног школског друга и сина познатог банкара Алексе Новаковића. Глумила је у телевизијској емисији Ко је код Које, која је емитована на првом програму Радио-телевизије Србије. Играла је једну од главних улога у серији Звездара, тумачећи лик Дане, тинејџерке преокупиране собом и сопственом сликом у огледалу. Године 2015. појавила се у играном филму Марко Краљевић — Фантастична авантура, где је тумачила лик Верице.
У серији Santa Maria della Salute редитеља Здравка Шотре тумачила је епизодну улогу краљице Наталије Обреновић. Највећу популарност јој је донела улога у серији Синђелићи, која је рађена по узору на шпанску серију Серанови, где је тумачила лик Касије Тркуље. Мићаловићева је тумачила лик Дике у филму Врати се Зоне, наставку филма Зона Замфирова. Велики успех донела јој је улога у серији Истине и лажи, која је емитована на Првој српској телевизији. У тој серији тумачила је лик Викторије Ђокић, младе, заводљиве жене која је приморана да ради два посла како би преживела. Током дана ради као професорка, а ноћу одлази у клуб где ради као стриптизета.
Значајније су јој улоге у позоришним представама Брод плови за Београд, Самци и самице, Who cares, Кисеоник, Антисамитс и улога у мјузиклу Shaun the sheep. Марта 2017. одржана је премијера представе Кафана Балкан, у којој је Мићаловићева са Сашом Јоксимовићем играла главну улогу. Ту је тумачила лик Ружице, разведене жене с два мала детета. Некад је била велика Драганова (Саша Јоксимовић) љубав. Она га и даље воли, али има велику муку коју не жели да му каже. Главну улогу у представи Ти и ја — научника два имала је с македонским глумцем Александром Ристоским у позоришту „Пинокио” у Београду.

## Улоге

### Позоришне представе
| Наслов                                         | Улога        | Редитељ               | Позориште                  | Премијера         |
| ---------------------------------------------- | ------------ | --------------------- | -------------------------- | ----------------- |
| Јесењин                                        |              |                       | КПГТ                       |                   |
| Кисеоник                                       |              |                       | КПГТ                       |                   |
| Shaun the sheep                                |              |                       |                            |                   |
| Antisamits                                     |              |                       |                            |                   |
| Брод плови за Београд (брзином од 212 чворова) |              | Горица Поповић        | Атеље 212                  |                   |
| Who cares                                      | Водитељ      | Бранислав Пиповић     | Академија 28               | 5. јун 2015.      |
| Кафана Балкан                                  | Ружица       | Ирфан Менсур          | Академија 28               | 27. март 2017.    |
| Ти и ја, научника два                          | Ти           | Миро Чабраја          | Позориште лутака „Пинокио” | 13. октобар 2017. |
| Самци и самице                                 |              | Раде Вукотић          | Академија 28               | 14. октобар 2018. |
| Ана Карењина                                   | Ана Карењина | Ирфан Менсур          | Народно позориште у Нишу   | 22. јануар 2021.  |
| Неки то воле вруће                             | Пуслица      | Александар Маринковић | Народно позориште у Нишу   | 20. фебруар 2022. |

### Филмографија
| Год.       | Назив                                 | Улога                  |
| ---------- | ------------------------------------- | ---------------------- |
| 2010-е     |                                       |                        |
| 2010.      | Приђи ближе (серија)                  | Јелена                 |
| 2011—2012. | Непобедиво срце (серија)              | Анђа Симић             |
| 2013—2015. | Звездара (серија)                     | Дана                   |
| 2015.      | Марко Краљевић - Фантастична авантура | Верица                 |
| 2015.      | Ко је код Које (телевизијска емисија) |                        |
| 2015.      | Нађа (кратки филм)                    |                        |
| 2016—2019. | Синђелићи (серија)                    | Касија Тркуља          |
| 2017.      | Santa Maria della Salute (серија)     | Наталија Обреновић     |
| 2017.      | Врати се Зоне                         | Дика                   |
| 2018.      | Истине и лажи (серија)                | Викторија „Вики” Ђокић |
| 2018.      | Ургентни центар (серија)              | Петра                  |
| 2019.      | Ekipizza (мини-серија)                | Миња                   |
| 2020-е     |                                       |                        |
| 2020—2025. | Игра судбине (серија)                 | Уна Христић            |
| 2022.      | Тајне винове лозе (серија)            | Милица, Верина мајка   |
| 2022—2023. | Од јутра до сутра (серија)            | Жана                   |
| 2022.      | Ко жив, ко мртав                      |                        |
| 2024.      | Радио Милева                          | Јована                 |

## Награде и признања
| Година | Остварење    | Награда                                                                                           |
| ------ | ------------ | ------------------------------------------------------------------------------------------------- |
| 2021.  | Ана Карењина | Награда Зоранов брк за најбољег глумца вечери на 30. фестивалу Дани Зорана Радмиловића у Зајечару |